# Iターン現象
Iターン現象（アイターンげんしょう）とは、人口還流現象のひとつ。出身地とは別の地方に移り住む、特に都市部から田舎に移り住むことを指す。

## 概説
元参議院議員の小山峰男が長野県社会部長時代に命名したとされる。人の動きを地図上に示すとアルファベットのI字状となることにちなむが、起点から他の場所を経由して元へ戻るわけではないので、「ターン」という言葉を使うのは本来は誤用である。元は出身地への帰住を指す「Uターン現象」という語が先に使われ、これに倣う形で「Iターン現象」という語が作られたのが実情である。
Iターン現象を定義する意味は、過疎化の進んだ村落（農山漁村）においても、その地域の特性を発揮すれば、定住人口の誘致は決して不可能ではないということにある。山深い山村においても、林業に魅力を感じて移り住む現象もみられる。ただ農山漁村には、家族を養っていける水準の収入が得られる職場は概して少ない。もっとも、人口減に悩む地方自治体の中には、Iターン希望者の存在を視野に入れ、地元の林業組合や漁業組合と共同企画で具体的な仕事（林業の仕事の就職先、漁師の見習いの仕事の場など）を用意、様々な好条件（住宅の格安提供、新築集合住宅の無料貸与、教育費の無料化、子育て支援費の支給、医療費の無料化など）も併せてパッケージ化した企画を用意し、はっきりとIターン希望者募集という形で広報することも行われるようになっている。
きちんとしたフォローアップ体制のないところでは移住者が定着できず都市に戻っていくなどの問題を抱えているが、良い企画を打ち出すことに成功した地方自治体などでは、多数の応募者を得て彼らが定住者となり、人口減少から見事に人口増加へと転じ、村や町としても活性化に成功、Iターンした人々も幸福になり、双方にとりメリットがある形を実現している。